# Epigraphische Datenbank Heidelberg
Die Epigraphische Datenbank Heidelberg (EDH) ist ein Projekt zur Sammlung und Präsentation lateinischer Inschriften. Sie wurde 1986 im Rahmen des Gottfried-Wilhelm-Leibniz-Programms von Géza Alföldy gegründet und ist nach einer Zwischenfinanzierung durch die Fritz-Thyssen-Stiftung (1991/93) seit 1993 eine Forschungsstelle der Heidelberger Akademie der Wissenschaften. Die Datenbank hat ihren Sitz am Seminar für Alte Geschichte und Epigraphik der Universität Heidelberg.

## Konzept
Die Aufgabe der Epigraphischen Datenbank Heidelberg besteht darin, möglichst alle lateinischen Inschriften des Römischen Reiches mittels einer kostenfreien Datenbank im Internet zugänglich zu machen und damit eine leicht zu erschließende Grundlage für die Erforschung der epigraphischen Quellen zu schaffen. Durch sorgfältige Aufnahme und textkritische Bearbeitung der Quellen genügt die Datenbank höchsten wissenschaftlichen Anforderungen. Den Schwerpunkt bilden die lateinischen Inschriften, daneben in geringerem Umfang auch bilingue (vor allem lateinisch-griechische) und griechische Texte. Die in abkürzungsreicher Schreibweise verfassten, teils aufgrund des Erhaltungszustandes nur schwer entzifferbaren und oft nur fragmentarisch erhaltenen epigraphischen Zeugnisse werden in der EDH mit Auflösungen und Ergänzungen wiedergegeben und können zusammen mit weiteren forschungsrelevanten Daten (unter anderem Fundort, Maße, Datierung, Bibliographie, sozial-historische Klassifizierung), mit Fotografien oder mit Zeichnungen abgerufen werden. Der Datenbestand wird ständig erweitert und aktualisiert. Im Rahmen des international koordinierten Datenbankportals  europeana-EAGLE (Europeana network of Ancient Greek and Latin Epigraphy) wird weiter an einer Zusammenführung der maßgeblichen epigraphischen Datenbankvorhaben gearbeitet mit dem Ziel, möglichst alle lateinischen und griechischen Inschriften der Antike über eine gemeinsame Suchmaske abfragbar zu machen. Im Sinne einer im Jahr 2003 vereinbarten Arbeitsteilung fällt der EDH die Bearbeitung der lateinischen und bilinguen Inschriften aus den (außeritalischen) Provinzen des Römischen Reiches mit Ausnahme Spaniens zu.
Neben seinem rein wissenschaftlichen Auftrag sehen es die Mitarbeiter des Projekts als eine wichtige Aufgabe an, auch dem interessierten Laienpublikum den Zugang zur antiken Quellengattung der Inschriften zu erleichtern. Dem trägt die benutzerfreundliche online-Präsentation genauso Rechnung wie diverse Aktivitäten an Projekttagen, Wissenschaftsnächten, Tagen des Offenen Denkmals oder epigraphische Lehreinheiten im gymnasialen Lateinunterricht.

## Aufbau
Die EDH besteht aus den vier Teildatenbanken:
- Epigraphische Text-Datenbank
- Epigraphische Bibliographie-Datenbank
- Epigraphische Fotothek-Datenbank
- Epigraphische Geographie-Datenbank

Die Datenbank umfasst derzeit (Stand August 2025) rund 82.000 Inschriften. Seit 2002 ist die vollständige Text-Datenbank mit allen verfügbaren Informationen zu Inschrifttext und Inschriftträger über das Internet zugänglich, nachdem bereits seit 1997 ein Teil des Gesamtdatenbestandes online abgefragt werden konnte. Im Jahr 2003 konnte die online-Dateneingabe in die EDH realisiert werden, womit es Wissenschaftlern ohne eigene Datenbank technisch möglich gemacht ist, in der Form einer externen Mitarbeit ihre epigraphischen Daten von jedem beliebigen Standort aus über die EDH im Internet zugänglich zu machen. Es folgte die online-Schaltung der beiden weiteren Teildatenbanken: 2004 der Epigraphischen Bibliographie-Datenbank mit derzeit ca. 16.700 Datensätzen und 2007 der Epigraphischen Fotothek-Datenbank mit derzeit rund 43.000 Datensätzen. Im Jahr 2012 wurde die Epigraphische Geographie-Datenbank mit 30.700 Einträgen in Betrieb genommen. Alle vier Teildatenbanken werden ständig aktualisiert und erweitert. Insbesondere die gemeinsame Präsentation von Inschrifttext und Abbildung ermöglicht es dem Benutzer, Lesung und Original direkt miteinander zu konfrontieren.
Seit 2004 kann die Epigraphische Bibliographie Heidelberg online abgefragt werden. Seit 2007 steht der Bestand der Epigraphischen Fotothek Heidelberg online zur Verfügung.